# Charles Heung
Charles Heung, de son vrai nom Heung Wah-keung (向華強, né le 16 décembre 1948), est un producteur et acteur hongkongais.
Fondateur des sociétés de production Win's Entertainment dans les années 1980 et de China Star Entertainment Group dans les années 1990, il a beaucoup contribué à construire la carrière de nombreuses icônes actuelles du cinéma hongkongais telles que Stephen Chow, Chow Yun-fat, Johnnie To, Jet Li ou Andy Lau. En fait, pratiquement toutes les grandes vedettes de Hong Kong, hormis Jackie Chan, ont joué dans des films de Heung.
Bien qu'il soit l'un des producteurs les plus importants de Hong Kong, il est également l'un des plus controversés en raison de son milieu familial proche des triades et de ses liens supposés mais non avérés avec celles-ci. Jet Li, le plus célèbre artiste martial de Hong Kong, commence par exemple à jouer exclusivement dans des films de Heung un an après le meurtre par balles de son agent en 1992. Andy Lau, quant à lui, rejoint l'écurie d'acteurs de la Win's après que l'une de ses associées, une femme de 26 ans, a été hospitalisée après l'incendie de son appartement. La police de Hong Kong estime que ces deux incidents sont liés aux triades.

## Biographie

### Contexte familial
Heung est soupçonné d'être lié à l'une des mafias du crime organisé les plus importantes et puissantes de Hong Kong, la triade Sun Yee On, son père, Heung Chin, ayant fondé cette mafia en 1919. Charles est le dixième enfant d'une fratrie de treize.
Le fils aîné de Heung Chin, Heung Wah-yim, est condamné en 1988 pour son statut de parrain de cette triade, bien que sa condamnation à Hong Kong ait été annulée pour erreur juridique. Le sous-comité sénatorial des enquêtes l'identifie également comme le chef de la triade dans un rapport de 1992 sur le crime organisé en Asie.
Dans les années 1970, Charles épouse l'actrice Betty Ting Pei, célèbre aujourd'hui principalement pour la mort « mystérieuse » de Bruce Lee dans son appartement. Le mariage, cependant, ne dure pas, et Charles se remarie avec Tiffany Chen au début des années 1980.
Charles est le frère aîné de Jimmy Heung, qui devint plus tard son partenaire dans la fondation de Win's Entertainment. Le partenariat entre les deux parties prend fin en 1992, car Charles estime que le style de négociation de Jimmy ressemble trop à celui d'un membre de la triade. Bien qu'il considère Jimmy comme un « bon membre de la triade », il est largement admis qu'il a aujourd'hui monté les échelons et est devenu chef de la triade.
Charles est l'un des quelques frères Heung identifiés en 1992 comme hauts responsables de la Sun Yee On par le sous-comité permanent des enquêtes du Sénat des États-Unis. Deux ans plus tard, un ancien « bâton rouge » de la Sun Yee On, qui témoigne dans une affaire de racket dans le chinatown devant le tribunal de Brooklyn, identifie Charles comme l'un des « plus importants chefs » de la triade. Un an plus tard, la commission royale du Canada envoie à Heung un refus de sa demande de Visa, citant des preuves le plaçant tout bonnement dans le conseil de direction de la Sun Yee On.
Heung admet que sa famille a ce qu'il appelle un « passé de triade », mais dit avoir personnellement peu de connaissances de ce type de choses et qu'il a dû travailler dur pour surmonter cette stigmatisation. Il admet également que certaines personnes peuvent le craindre, mais affirme que sa philosophie d'entreprise consiste à faire en sorte que les meilleurs acteurs, actrices et réalisateurs réalisent des films pour lui car ils l'aiment bien.
En 2000, lorsque son frère Heung Wah-po est arrêté pour avoir mis le feu à son propre appartement (après s'être disputé avec sa maîtresse), Charles refuse de l'aider et annonce publiquement ne pas bien connaître ses frères car ils sont venus au monde de mères différentes. À ce jour, Heung continue de s'éloigner des antécédents de la triade familiale.

### Carrière dans le cinéma
Heung débute au cinéma comme acteur (principalement dans des films d'arts martiaux comme Le Fantôme de Shanghai (it) de 1974) à Taïwan dans les années 1970, avant de devenir producteur. Tandis que l'influence de la triade dans le cinéma hongkongais devient connu et avéré, Heung tente de se tenir à l'écart de l'image de triade de sa famille en créant une société offrant un refuge sûr. En 1984, lui et son frère, Jimmy Heung, fondent la Win's Entertainment qui devient, avec la Golden Harvest, l'un des plus importants studios de cinéma de Hong Kong. Il est cité pour avoir déclaré que « Chaque film est une bataille » après qu'on lui a demandé pourquoi il avait choisi le nom de Win's.
Heung est célèbre comme producteur mais également pour ses rôles secondaires dans les années 1990, le plus connu étant celui de Lung Wu, le garde du corps dans Les Dieux du jeu et ses nombreuses suites et films dérivés. Il apparaît également dans d'autres films, faisant une apparition dans The Prince of Temple Street et Casino Raiders, co-réalisé par son frère Jimmy. En 1993, il reçoit une nomination aux Hong Kong Film Awards pour son rôle secondaire dans Arrest the Restless.
En 1992, Heung fonde la China Star Entertainment Group dont il devient le président et dont son épouse, Tiffany Chen, est vice-présidente et productrice administrative. Comme producteur, Heung permet à la carrière de nombreuses icônes du cinéma de Hong Kong, notamment Jet Li, Andy Lau, Sammi Cheng, Cecilia Cheung, Simon Yam et Lau Ching-wan, de décoller. Cela comprend également la carrière de réalisateurs comme Johnnie To, Wai Ka-fai, Wong Jing, Herman Yau et Dennis Law.
En 1999, Heung fonde la One Hundred Years of Film, une filiale de la China Star. Son projet initial pour la société est alors de produire au moins 100 films en trois ans.
Heung prévoit de continuer à produire des films, se concentrant désormais sur des projets à gros budget. À la suite de la scission du partenariat entre lui et son frère, il ferme le studio Win's Entertainment en 2000 et continue à produire et à distribuer des films sous le label de la China Star.
Heung est le directeur de la Jet Li One Foundation (Hong Kong) et de l'Institut de recherche philanthropique One Foundation de l'université normale de Pékin. En plus de concentrer ses efforts sur les programmes d'aide aux pauvres et aux victimes de catastrophes naturelles, la Jet Li One Foundation a également créé cet institut de recherche, le premier du genre en Chine à organiser des formations et des programmes d’éducation officiels en philanthropie.
Après avoir survécu au tsunami de 2004 aux Maldives, Jet Li se lance dans l'aide aux personnes dans le besoin. En 2005, il crée la Jet Li One Foundation à Hong Kong, une organisation caritative vouée à la lutte contre la pauvreté et au soutien aux victimes de catastrophes naturelles. Heung et son épouse partagent le même point de vue que Jet après une telle catastrophe et décident de soutenir la fondation. Ils ne font pas uniquement des dons mais jouent également un rôle actif dans l'organisation et la tenue des collectes de fonds.
En 2007, la Jet Li One Foundation s'étend à la Chine continentale. Heung et son épouse recueillent également des fonds auprès de leurs amis Pierre Chen (en), Francis Choi (en), Pollyanna Chu (en), et Li Chi-keung et son épouse pour le lancement de la Jet Li One Foundation en Chine. En 2010, la fondation de Hong Kong fait don d'un million de dollars hongkongais à la Project Vision Charitable Foundation afin de fournir gratuitement une chirurgie de la cataracte aux patients âgés.

## Vie privée
Dans les années 1970, Heung épouse en premières noces Betty Ting Pei avec qui il a une fille. Ils divorcent vers 1979.
En 1980, Heung se marie avec son épouse actuelle Tiffany Chen. Ils ont 2 fils, Jacky et Johnathan. Jacky est également un acteur martial.